# Продан, Даниел
1. ↑   Количество игр и голов за профессиональный клуб считается только для различных лиг национальных чемпионатов.
2. ↑   Количество игр и голов за национальную сборную в официальных матчах.

Да́ниел Клаудиу «Диди» Прода́н (рум. Daniel Claudiu „Didi“ Prodan; 23 марта 1972, Сату-Маре — 16 ноября 2016, Волунтари) — румынский футболист, игравший на позиции центрального защитника, участник финальных турниров чемпионата мира и чемпионата Европы в составе сборной Румынии.

## Биография

### Клубная карьера
Начал заниматься футболом в юношеской команде своего родного города. В 1988 году перешёл в молодёжный состав бухарестской «Виктории», но после её расформирования в январе 1990 года вернулся в Сату-Маре. С осени 1990 до осени 1992 выступал за местную «Олимпию» во втором дивизионе.
Летом 1992 года перешёл в сильнейший клуб Румынии — бухарестский «Стяуа». Дебютный матч в чемпионате страны сыграл 8 ноября 1992 года в Констанце против местного «Фарула». В течение пяти сезонов подряд защитник вместе со своей командой завоёвывал золотые медали чемпионата, а в сезоне 1995/96 также стал обладателем Кубка страны.
В начале 1997 года Продан впервые уехал играть за границу, перейдя в мадридский «Атлетико», и за половину сезона сыграл 17 матчей и забил 4 гола в чемпионате Испании. В следующем сезоне футболист также сыграл 17 матчей, но голов не забивал.
Летом 1998 года румын присоединился к шотландскому «Рейнджерс» за сумму 2,2 млн фунтов стерлингов, и уже в новом клубе у него обнаружилась серьёзная травма колена. Высказывались предположения, что футболист получил травму ещё выступая за «Атлетико», но скрыл этот факт при медосмотре во время перехода в шотландский клуб. В составе «Рейнджерс» Продан не сыграл ни одного официального матча, весной 2000 года восстанавливался от травмы в расположении своего прежнего клуба «Стяуа», а осенью того же года играл на правах аренды за бухарестский «Рокар». В январе 2001 года «Рейнджерс» расторг контракт с игроком.
В последние годы своей карьеры Продан выступал за бухарестский «Национал», а в 2002 году недолгое время провёл в составе итальянской «Мессины», выступавшей в Серии B. Из-за последствий травмы защитник так и не смог выйти на прежний уровень и в начале 2003 года, в возрасте 31 год принял решение завершить карьеру.

### Карьера в сборной
В 1992—1993 годах выступал за молодёжную сборную Румынии, провёл 10 матчей.
В национальной команде дебютировал 2 июня 1993 года в матче против Чехословакии в Кошице (2:5). Принимал участие в чемпионате мира 1994 в США, где сыграл 5 матчей и чемпионате Европы 1996 в Англии, где принял участие в двух играх. С апреля 1998 года по осень 2000 года не призывался в сборную из-за травмы. Всего в составе национальной команды в 1993—2001 годах сыграл 54 матча и забил 1 гол — 12 ноября 1994 года в ворота сборной Словакии.

### Тренерская карьера
В ноябре 2005 года назначен спортивным директором юношеских сборных в Федерации футбола Румынии. В течение недолгого периода исполнял обязанности главного тренера молодёжной сборной (2006). В начале 2014 года тренировал юношескую (U17) сборную страны, но был уволен президентом федерации Рэзваном Бурляну и по этому поводу судился с ним.
В феврале-марте 2016 года работал спортивным директором клуба «Конкордия Кьяжна».

## Личная жизнь
Младший брат Даниела, Чиприан (род. 1979), также был профессиональным футболистом.
В 2008 году президент Румынии Траян Бэсеску наградил Даниела Продана орденом «Meritul sportiv» третьей степени.
Футболист умер 16 ноября 2016 года на 45-м году жизни в своем доме в бухарестском пригороде Волунтари от сердечного приступа. У него осталась супруга Лициния и 16-летний сын Рэзван.

## Достижения
- чемпион Румынии: 1992/93, 1993/94, 1994/95, 1995/96, 1996/97
- Обладатель Кубка Румынии: 1995/96
- Орден «За спортивные заслуги» III степени I типа: 2008[16]
- Почётный гражданин Бухареста: 1994[17]